# Spectrobates
Spectrobates is een geslacht van vlinders van de familie snuitmotten (Pyralidae), uit de onderfamilie Phycitinae.

## Soorten
- S. artonoma Meyrick, 1935
- S. ehrendorferi Malicky & Roesler, 1971
- S. japonica Roesler, 1965
- S. subcautella Roesler, 1965